# メール配送エージェント
メール配送エージェント（メールはいそうエージェント、Mail Delivery Agent、MDA）は、メールサーバの中で、メール転送エージェント(MTA)によって振り分けられた電子メールを受信者に配送する機能。
直接相手に送信するのではなく、別のMTAに送られる場合もある。(リモートMDA)
受信者が自己のサーバ内にある場合は、MTAによってローカル用のメール配送エージェント(ローカルMDA)が選ばれ、ローカルMDAはメールボックスなどへ格納する。
リモートMDAはMTAと一体またはセットになったものが一般的だが、ローカルMDAは、MTAと別のソフトウェアである場合も多い。

## MDA実装例
- UCB Mail (/bin/mail, /usr/bin/mail, /bin/mailx, /usr/bin/mailx)
- mail.local (sendmailに付属のMDA。sendmailそのものはMDAではない)
- Qpopper
- Procmail
- Maildrop
- Dovecot
- qmail-pop3d